# Attentatet på Tage Lerche
Attentatet på Tage Lerche var den danske modstandsbevægelses nedskydning af en dansk mand, Tage Lerche, og hans syvårige søn Kaj i 1944 under Besættelsen, formodentlig ved en fejltagelse. 
Tage Lerche (født 24. oktober 1907 i København, død 19. april 1944 på Frederiksberg Hospital) var ansat som "Amtsgehilfe" ved Dagmarhus under Besættelsen. Han blev likvideret af modstandsfolk fra Holger Danske den 19. april 1944, da han førte en bil fra Dagmarhus' vognpark i København.
Tage Lerche boede med sin hustru Gerda og deres søn Kaj i en lejlighed på Magnoliavej i den etageejendom der ligger på hjørnet af Magnoliavej og Søndre Fasanvej. Han var oprindeligt sælger, eller repræsentant, som det dengang hed, men da Danmark i 1930'erne blev ramt af den økonomiske verdenskrise, som bl.a. førte til voldsom arbejdsløshed, mistede han sit arbejde. Han fik dog deltidsbeskæftigelse som vicevært i ejendommen hvor de boede, og da han på et tidspunkt fik mulighed for det, tog han også job som altmuligmand på den tyske ambassade i København. Da krigen kom, fortsatte han arbejdet for det tyske gesandtskab, som nu havde taget Dagmarhus som hovedsæde for den tyske civiladministration i Danmark. Her havde Lerche opgaver som kurér og chauffør, bl.a. for Werner Best (tysk rigsbefuldmægtiget i Danmark fra 1942-45)..

## Likvideringen
Klokken 14:30 den 19. april 1944 blev Tage Lerche likvideret af modstandsfolk fra modstandsorganisationen Holger Danske da han kørte i en Opel Olympia OL38 2-dørs cabriolet fra Werner Bests vognpark. I krydset Pile Allé/Roskildevej/Vesterbrogade i København blev han overhalet af en bil ført af Holger Danskes Bent Faurschou Hviid (med kaldenavnet "Flamme"). Fra den overhalende bil blev han først beskudt fra den overhalende bils sideruder af Jørgen Haagen Schmith (kaldenavn "Citronen") og Gunnar Dyrberg (dæknavn "Hermann"). Efter at have overhalet Lerche trak forfølgernes bil ind foran og fra bagklappen dukkede nu endnu en modstandsmand, Patrick Schultz (dæknavn "LilleBent"), op med en maskinpistol. Efter at have tømt deres maskinpistoler flygtede modstandsfolkene. Det er uvist præcis hvor mange skud Lerches bil blev ramt af, da kilderne nævner flere forskellige tal svingende fra 25 til 45 skud.. I Frederiksberg Kriminalpolitis rapport fra dagen oplyses det dog at bilen har været ramt af i hvert fald 33 skud: "i det nævnte Gadekryds nærmest det sydlige Sporvognsspor, det nævnte Automobil, der saas at være gennemhullet af mange Projektiler. Det kunde konstateres, at det i Vognens Vindspejl fandtes 9 Huller, i Skærmene foran 6, paa venstre Skærm foran 5, og i Vognens venstre side 13 Huller. Desuden var venstre Rude ved Førersædet fuldstændig knust".
Lerche var ramt i begge ben, venstre hånd og arm og havde derudover flere skudsår i kraniet. Ifølge Berlingske Tidende blev han hjulpet ud af bilen og var ved bevidsthed og kunne støtte på benene og besvare spørgsmål ved ambulancens ankomst. Han var dog død ved ankomsten til Frederiksberg Hospital. Tage Lerche blev 36 år gammel.

### Børn i bilen
Fra 1945 og mange år frem er denne likvidering kun blevet omtalt i meget begrænset omfang og overfladisk, muligvis fordi det var en aktion, som man fra modstandsfolkenes og modstandsbevægelsens side ikke har været ubetinget stolt af. Dette bl.a. fordi Lerches søn Kaj og dennes kammerat Preben også var med i bilen, hvilket modstandsfolkene må formodes ikke at have været klar over.

#### Kaj Lerche
I nogle aviser fremgår det at begge drenge blev hårdt såret og bragt til hospitalet, mens der andre steder står, at Lerches søn Kaj var ramt, men ikke alvorligt. Sandheden, som enkelte aviser har fået fat i, er dog, at sønnen Kaj Lerche, som sad ved siden af sin far på sædet ved siden af førersædet, var ramt af en række skud (primært i benene, men også i den ene hånd og i lysken). Han blev indlagt på Diakonissestiftelsen hvor han døde af sine kvæstelser få dage senere d. 22. april. Kaj blev 7 år gammel. Tage og Kaj Lerche blev begravet på Solbjerg Søndre Kirkegård hhv. d. 25. og 26. april.

#### Kajs kammerat
Den 6-årige kammerat som sad på bagsædet, fik glassplinter fra de knuste ruder i ansigtet, men slap derudover med et strejfskud i trøjen. Glassplinterne blev senere pillet ud og efterlod nogle ubetydelige sår og rifter. Den største skade som kammeraten pådrog sig ved hændelsen var et traume for livet, og en fortsat plagende dårlig samvittighed over at han var så skræmt, at han flygtede, selvom hans hårdt sårede kammerat kaldte på ham og bad ham vente. Men den 6-årige kammerat turde ikke vente. Han var overbevist om at det var tyskerne der beskød bilen, for det var jo dem der havde besat Danmark, og dem ville han ikke i kløerne på. Så da bilen standsede, flygtede han ud af den, og løb skræmt fra vid og sans op ad Roskildevej og gennem Søndermarken hjem til sine forældre på Søndre Fasanvej.

### Besættelsesmagten svarer igen
Meget tyder på at den tyske rigsbefuldmægtigede Werner Best og den øvrige tyske ledelse i Danmark var oprørt over attentatet på chaufføren. og den tyske besættelsesmagt reagerede prompte: Allerede samme aften omkring kl. 22.55 kastede medlemmer af den tyske terrorgruppe "Peter-gruppen", som hævn for attentatet mod Lerche, to håndbomber mod en linje 6 og en linje 15 - i krydset Vesterbrogade/Pile Allé. Den ene bombe mod linje 6 ramte ikke rigtigt og sprængtes i rendestenen uden for sporvognen. Den anden bombe sprængtes inde i linje 15.
Der var ingen dræbte ved attentatet, men mange sårede. 28 personer blev kørt på hospitalet med kvæstelser af forskellig art, og 8 blev indlagt. Den der var kommet værst til skade, havde fået brækket begge underben af eksplosionen.
I kølvandet på likvideringen opstod endvidere det rygte at den anden dreng i bilen var Werner Bests søn., og at målet for aktionen kunne have været Best og hans familie., hvilket det illegale Information nogle dage senere dementerede af frygt for at der skulle komme en endnu voldsommere hævnaktion fra nazisternes side. Hvor Information  d. 20. havde skrev at rygterne om, at Tage Lerche "skulde være Chauffør for Dr. Best, eller at Børnene skulde være den Befuldmægtigedes, er urigtige", skrev bladet d. 22. april 1944:
"Apropos Best, saa viser det sig, at den dræbte Repræsentant Tage Lerche, Magnoliavej 4 II, hvis Død hævnedes med Sporvognsattentaterne, alligevel førte en Bil, der hører til Dr.Bests Vognpark. Det maa understreges, at Attentatet ikke paa nogen Maade har været rettet mod Dr.Best. Danmark ønsker ikke at gøre Czekernes Heydrich-Oplevelse om - Obergruppenføreren kan være rolig!"
Forklaringen på Informations meget eksplicitte udtalelser om at attentatet ikke var rettet mod Best, skal formentlig findes den hændelse som ovenstående uddrag fra information selv bringer på bane: D. 10. juni 1942 var den tjekkiske landsby Lidice blevet jævnet med jorden af SS-tropper efter den tjekkiske modstandsbevægelses likvidering af SS-Obergruppenführer Reinhard Heydrich d. 4. juni samme år.. I forhold til denne massakre var Petergruppens sporgvognssabotage jo det rene vand og Information søgte at gyde olie på vandene inden konflikten eskalerede i endnu værre hævnakter.

### Likvideringen af Tage Lerche i filmen Flammen & Citronen
Filmen Flammen & Citronen fra 2008 er instruktør Ole Christian Madsen og manuskriptforfatter Lars K. Andersens dramatisering over mange af de spændende begivenheder omkring de to modstandsfolk Jørgen Haagen Schmith og Bent Faurschou Hviid under besættelsen. Lars K. Andersen kalder det "en spillefilm, ikke et dokumentarisk drama. Den er autentisk baseret fiktion" eller "en spillefilm baseret på virkelige hændelser" og fortæller at de "arbejdede ud fra noget, som enten kan dokumenteres fra troværdigt, skriftligt materiale eller fra ekstremt troværdige, mundtlige kilder".
I filmen er der en scene som bygger på virkelighedens historie om likvideringen af Lerche. Scenen er imidlertid en dramatiseret fortolkning inspireret af den virkelige hændelse, men afspejler ikke hvad der i virkeligheden skete. I filmen står modstandsfolkene og afventer bilen ved foden af bakken. Bilen har naziflag med hagekors på køleren. I filmen er der også kun én dreng i bilen. I virkeligheden var der, som ovenfor beskrevet, to drenge i bilen, og bilen var civil og med diplomatplader. Modstandsfolkene angreb fra en overhalende bil og stod altså ikke ved foden af bakken og afventede bilen. I filmen opdager modstandsfolkene drengen som er blevet ramt og Citronen løfter ham op og løber på hospitalet med ham. I virkeligheden var det en ambulance der bragte Kaj Lerche til hospitalet og modstandsfolkene fik først langt senere at vide at de også havde ramt et barn.

### Efterspillet
Efter drabet blev Tage Lerche, som forklaring på likvideringen, fremstillet som stikker i de illegale blade. Sidenhen er det i litteraturen flere gange blevet påpeget, at der ikke er noget der tyder på, at Lerche skulle have været egentlig angiver.
Stefan Emkjær fortæller i sin bog Stikkerdrab fra 2000, at Tage Lerche havde været medlem af DNSAP men var blevet ekskluderet. Men i den partibefaling hvor Emkjær har fundet informationen om Lerches eksklusion fra partiet, fremgår det at der her er tale om "SA 7191 Bankfuldmægtig Lerche, København". SA 7191 Lerche kan man også finde i Henrik Asfergs "Der var gode folk iblandt", hvor man kan læse, at SA 7191 er identisk med Johannes Andreas Lerche, som har været leder af flere forskellige af DNSAPs sysselkontorer og som altså siden er blevet ekskluderet fra partiet. Johannes Andreas Lerches medlemskab af DNSAP fremgår endvidere af Bovrup-bogen hvor hvor man kan se at han blev indskrevet omtrent ti år før sin eksklusion og, at han på datoen for indskrivelsen var bankassistent. Partibefalingen med meddelelsen om eksklusionen fra partiet er i øvrigt dateret omtrent en måned efter at Tage Lerche var blevet dræbt, hvor det vel næppe længere havde været relevant at ekskludere ham fra partiet, hvis det da i øvrigt havde været ham der var tale om. Og det var det altså ikke!
Dementi?
Tage Lerches hustru Gerda forsøgte efter krigen, gennem politiet, at få de illegale blade til at skrive, at Tage Lerche ikke var stikker, men uden held. Tage Lerche figurerer på lister over drab modstandsbevægelsen tager ansvaret for, som blev kategoriseret som krigshandlinger, og som derfor ikke skulle efterforskes yderligere. Drabet af Lerche var nok en fejl af den ene eller anden art, men var på sin vis "held i uheld" da han jo trods alt arbejdede for tyskerne, og drabet derfor alligevel kunne "retfærdiggøres". Kaj Lerche må som 7-årig være at regne for et helt uskyldigt offer for nogle omstændigheder, han på ingen måde var ansvarlig for. Kaj figurerer ikke på ovennævnte lister over drab under besættelsen, som modstandsbevægelsen tager ansvaret for, måske fordi han var barn, måske fordi det var et uheld, og det ikke var ham der var målet?

### Den nye sandhed?
62 år efter drabet på Tage Lerche trak Gunnar Dyrberg dele af den oprindelige beskrivelse af hændelsen tilbage og udlagde i stedet episoden som en fejltagelse. I sin nye forklaring fortalte han, at han og de andre i gruppen troede de havde likvideret den farlige stikker Arno Hammeken. Drengene i bilen havde de ikke set. Den nye forklaring gav Dyrberg i en samtale med Peter Birkelund i 2006, efter at der efterhånden syntes at være bred enighed blandt historikere og historisk interesserede om, at den oprindelige forklaring ikke holdt vand. Denne nye forklaring er sidenhen accepteret og gentages vidt og bredt.

### Artikler
Andersen, Lars K. (3. november 2007). Flammen & Citronen . I: Filmmagsinet Ekko, #39. Lokaliseret d. 28. august 2024 på: https://www.ekkofilm.dk/artikler/flammen-citronen/.
Best truer. I: Frit Danmark. 1944, 26. april
Birkelund, Peter (2008). Sabotage og Likvidering - Modstandsbevægelsens terror. I: Siden Saxo: Magasin for dansk historie, Nr, 2, 25. årgang 2005.
Blodige Dage - Dr. Bests Sön saaret ved strejfskud. I: Frit Danmark London 4. Aargang Nr. 17, 28. april 1944
Blüdnikow, Bent & Steen Ousager. Opgør med retopgøret - Interview med Ditlev Tamm. (1985). I: Siden Saxo: Magasin for dansk historie Nr. 1, 2. årgang 1985.
Bundgård Christensen, Claus, Jakob Sørensen, Joachim Lund, Sofie Lene Bak (red). Turen går til besættelsestidens København. København: Politikens Forlag.
Dramatisk Mord i Pileallé i Gaar. I: Berlingske Tidende Torsdag Morgen den 20. april 1944
Fenger, Anders (2 April 2008). - Jeg så Flammen skyde. Dagbladet Arbejderen. Lokaliseret d. 29. februar 2024 på: https://arkiv.arbejderen.dk/artikel/2008-04-02/jeg-s-flammen-skyde
Hjorth, Anders (3. december 2008). vinder! 'Flammen og Citronen' er årets bedste film. I: Politiken. Lokaliseret d. 30 august 2024 på: https://politiken.dk/kultur/film_og_tv/art4812868/Flammen-og-Citronen-er-%C3%A5rets-bedste-film?srsltid=AfmBOooZkF5Mz2N_Rg9usYjlbX4562B__zyqP8niem8X7oFG-5iBQtQv
Information 20. april 1944. Nr 255. Lokaliseret d. 30. august 2024 på: http://www.illegalpresse.dk/images/information/Information%20III_4%20marts%201944%20-%2022%20maj%201944_merged.pdf
Information 22. april 1944. Nr 25. Lokaliseret d. 30. august 2024 på: https://www.illegalpresse.dk/images/information/Information%20III_4%20marts%201944%20-%2022%20maj%201944_merged.pdf
Madsen, Ole Christian og Lars K. Andersen (31. marts 2008) Ridderen af den bedrøvelige skikkelse. I: Information. Lokaliseret d. 28. august 2024 på: https://www.information.dk/kultur/2008/03/ridderen-bedroevelige-skikkelse.
Snigmorderne i den Blaa Bil. I: Fædrelandet 1944, 20. april
Vedsmand, Kasper (14. april 2008). 'Flammen og Citronen' snyder os, Madsen. I: B.T. Lokaliseret d. 28. august 2024 på: https://www.bt.dk/underholdning/flammen-og-citronen-snyder-os-madsen.

### Bøger og bidrag i bøger
Alkil, Niels (red). (1945). Besættelsestidens Fakta : Dokumentarisk Haandbog med Henblik paa Lovene af 1945 om landsskadelig Virksomhed m.v. Bd. 1. København: J. H. Schultz Forlag
Asferg, Henrik (2022). Der var gode folk iblandt: DNSAP's sysler og sysselledere 1936-45 - og derefter. Bd. 2: Sjælland og Bornholm. Odense: Forlaget Mellemgaard.
Birkelund, Peter (2008). Holger Danske - Sabotage og Likvidering 1943-45. Bd. 1. Odense: Syddansk Universitetsforlag.
Birkelund, Peter (2008). Holger Danske - Sabotage og Likvidering 1943-45. Bd. 2. Odense: Syddansk Universitetsforlag.
Birkelund, Peter (2015). Sabotør i Holger Danske. København: Lindhardt & Ringhof.
Bovrup-Kartoteket (1946). København: Forlaget af 1946. Dele af kartoteket er digitaliseret og offentliggjort på: https://slaegtsbibliotek.dk/databaser/bovrup-kartoteket.
Brøndsted, Johannes & Knud Gedde (1946). De fem lange år - Danmark under besættelsen 1940-1945. København: Gyldendal
Bøgh, Frank (2011). De dødsdømte - Henrettelsen af 46 danskere under besættelsen. København: People’s Press.
Bøgh, Frank (2012). Petergruppen. Himmlers hævnere. Tysk terror i Danmark 1944-45. København: People's Press
Danielsen, Niels-Birger (2013). Werner Best - tysk rigsbefuldmægtiget i Danmark 1942-1945. København: Politikens Forlag
Danielsen, Niels-Birger (2015). Modstand - 1943-1944 Den skærpede kamp. København: Politikens forlag.
Dyrberg, Gunnar (1946). Sabotageorganisationerne: Holger Danske. I: Refslund, Christian & Max Schmidt (red). Fem aar - Indtryk og oplevelser: Bind II 29. august 1943 - 5. maj 1945. København: H. Hagerups forlag - Slesvigsk forlag.
Dyrberg, Gunnar (1989). Kom Maj. København: Samleren.
Dyrberg, Gunnar (2009). De ensomme ulve. København: Gyldendal.
Emkjær, Stefan (2000). Stikkerdrab - modstandsbevægelsens likvidering af danskere under besættelsen. København: Aschehoug.
Frisch, Hartvig, V. Buhl, Hans Hedtoft & Eiler Jensen (red). (1958). Danmark besat og befriet III: den politiske historie fra 29. August 1943 til Danmarks befrielse. København: Forlaget Fremad.
Jakobsen, Frode (1956, 29 august). En redegørelse. Intet forlag.
Jespersen, Jørgen (2002). KK og krigen. København: Forlaget Per Mortensen.
Larsen, Henning N. (2017). Hængt ud: De illegale blade under besættelsen. Sønderborg: Forlaget Vin-Novation
Larsen, Leif (1982). BOrgerlige PArtisaner. København: Gyldendal
Lauridsen, John T. (2007). Over stregen - under besættelsen. København: Gyldendal.
Lauridsen, John T. (2012). Werner Bests Korrespondance med Auswärtiges Amt og andre tyske akter vedrørende besættelsen af Danmark 1942-1945, Bd. 6. København: Det Kongelige Bibliotek og Selskabet for Udgivelse af Kilder til dansk Historie
Lauridsen, John T. (2006). Werner Best og den tyske sabotagebekæmpelse i Danmark 1942-45. I: Lundtofte, Henrik (red.). Samarbejde og sabotage: seks mænd 1940-45. Esbjerg: Historisk Samling fra Besættelsestiden 1940-1945.
Lauridsen, John T. (2013). Tysk besættelsespolitik i Danmark 1940-1945. En introduktion til kilder og litteratur. København: Det kongelige bibliotek og John T. Lauridsen.
Lundtofte, Henrik (2014). Håndlangerne: Schalburgkorpsets Efterretningstjeneste og Hipokorpset 1943-1945. København: Politikens Forlag
Poulsen, Henning (1983-85). Opgør om retsopgøret i 1945. I: Gejl, Ib (red). Historie - Jyske Samlinger, Ny række XV.  Århus: Jysk Selskab for Historie.
Røjel, Jørgen (1993). Holger Danske rejser sig. København: Samleren.
Øvig Knudsen, Peter (2001). Efter Drabet - beretninger om modstandskampens likvideringer. København: Gyldendal.
Øvig Knudsen, Peter (2014). Nakkeskuddet - og andre historier om at beskrive virkeligheden. København: Gyldendal
På Rigsarkivet:
Fauerschou Hviid, Bent (Flammen)?. Henrettelsen af stikkeren Tage Lærche (1944?). I: Lillelund, Jens, direktør: Korrespondance fra besættelsestiden m.m. (1944-1946) 1:
Frederiksberg Politi: Efterforskningssager (1940-1959), XII.f-5: 1944 1 - 3000
Frederiksberg Politi: Protokol over anmeldte forbrydelser (1875-1959), XII.b-65: 1944 januar 24 391 - maj 31 2760
Frode Jakobsen, minister UPF, Journalsager (1945 - 1947) 13: O 60 - 79
Jakobsen, Frode, politiker: Materiale vedr. modstandsbevægelsen, efterkrigstiden m.m. (1943-1992) 5:
Københavns Universtitet, Retsmedicinsk Institut: Journaler med ekstrakter af obduktioner (1944-1979), 1: 1944 - 1946
Københavns Universtitet, Retsmedicinsk Institut: Journalprotokoller (1941-1980), 3 - 4: 1943 - 1944
Københavns Universtitet, Retsmedicinsk Institut: Morgueprotokoller (1921-1980), 6-7: 1942 2 11 - 1945 6 21
Leuning, Erik og hustru Inger: Erik Leunings personlige papirer (1897-1964) 133: m.m.
Lillelund, Jens, direktør: Breve og korrespondance (1943-1953), 1: m.m.
Lillelund, Jens, direktør: Korrespondance fra besættelsestiden m.m. (1944-1946), 1:
Politiets Efterretningstjeneste: Centralkartoteket (1945 - 1950)
Rigsadvokaten: Seddelregister til P-journalen (1945-1952) 223: G mm.
Rigspolitichefen, Politiets Efterretningstjeneste: B.d.o. - Information (1945-1950) R600:
Rigspolitichefen, Kriminalteknisk afdeling: Journal (1924-1948) , 20: 1944 1 - 5135
Rigspolitichefen, Kriminalteknisk afdeling: Rids (1940-1945), 23: 1944 1351 - 2600
Statsadvokaten for Særlige Anlig.: Mangellister til AS-sager (1945-1965), 1:
Statsadvokaten for Særlige Anliggender: AS-sager for provinsen (1940-1944) 3: 1 Frederiksberg Birk 370 mm. (på æsken står 370-569)
Statsadvokaten for Særlige Anliggender: Navnekartotek I (1941-1944), 174: Lauritzen, I - Lindem
Sundhedsstyrelsen: Dødsattester. København (1840-1980), 567: 1944 april
Sundhedsstyrelsen: Dødsattester, Øerne (1858-1980), 767: Byer København 1944 1 - 1944 6.

### På Frihedsmuseets dokumentarkiv

#### Gunnar Dyrbergs privatarkiv
Dokument 07C-24834-1 - Gunnar Dyrbergs privatarkiv: Lommekalendere 1934-42, 1945-46, 1959, 1968-71, 1977-92.
Dokument 07C-24834-2 - Gunnar Dyrbergs privatarkiv: Diverse dagbøger, notesbøger og regnskabsbøger. I alt 12 bind.
Dokument 07C-24834-3 - Gunnar Dyrbergs privatarkiv: Materiale udtaget af tre brevordnere mærket 'Personlige' (dvs. personlige papirer). Materialet synes ikke indsat i nogen bestemt emnemæssig eller kronologisk orden.
Dokument 07C-24834-4 - Gunnar Dyrbergs privatarkiv: Materiale udtaget af ringbind og tidsskriftkassetter. Den oprindelige sammenhæng er søgt bevaret ved indlæg i papiromslag.
Dokument 07C-24834-5 - Gunnar Dyrbergs privatarkiv: Scrapbog. Øjensynlig påbegyndt i 1930'erne og afsluttet i 1947.
Dokument 07C-24834-6 - Gunnar Dyrbergs privatarkiv: Diverse manuskripudkast til selvbiografien 'En dreng, alt vel'.
Dokument 07C-24834-7 - Diverse materiale forefundet uden for ringbind og tidsskriftkassetter.
Dokument 07C-24834-8 - Ægte og falsk legitimationskort samt portrætfotografier.

#### Andre dokumenter
Dokument 08E-26015-1 - Fotokopi af afsnittet om drabet på Tage Lerche fra Jørgen Røjels bog 'Holger Danske rejser sig' med supplerende kommentarer, især om O. B. Bertelsens mulige deltagelse som chauffør.

### Websider
Dalsager, Anders (uå). Modstandens blodige byrde. Natmus.dk. Lokaliseret 29. februar 2024 på: https://natmus.dk/historisk-viden/danmark/besaettelsestiden-1940-1945/flammen-og-citronen/modstandskampens-blodige-byrde/.
Trommer, Aage (2010). Dagmarhus i Den Store Danske på lex.dk. Lokaliseret 13. maj 2024 på https://denstoredanske.lex.dk/Dagmarhus

### Film
Madsen, Ole Christian og Lars K. Andersen (2008). Flammen & Citronen. København: Nimbus Film.
Henriksen, Morten & Peter Øvig Knudsen (2003). Med ret til at dræbe. København:

### Podcasts
Sørensen, Jakob (2020, 28. august). Historiebunkeren #15 - Likvideringen af Tage Lerche. Lokaliseret 29. februar 2024 på: https://historiebunkeren.podbean.com/e/historiebunkeren-15-likvideringen-af-tage-lerche/.